# Martus albolineatus
Martus albolineatus là một loài nhện trong họ Thomisidae.
Loài này thuộc chi Martus. Martus albolineatus được Cândido Firmino de Mello-Leitão miêu tả năm 1943.